# Populous II – Trials of the Olympian Gods
Populous II – Trials of the Olympian Gods ist ein Computerspiel aus dem Genre der Göttersimulationen, das von Bullfrog Productions entwickelt und von Electronic Arts veröffentlicht wurde. Er erschien erstmals am 1. November 1991 für Amiga. Am 1. Januar 1992 folgte unter dem Titel Populous II: Two Tribes eine Version für Sega Mega Drive und Atari ST. Die Portierung für MS-DOS kompatible PCs erschien zusammen mit dem Super Nintendo Entertainment System am 1. Januar 1993. Am 1. Januar 1994 wurde es für MacOS veröffentlicht.
Mit Populous II: The Challenge Games erschien eine Erweiterung. In der Populous II: Plus Edition wurde Hauptspiel und Erweiterung vereint erneut veröffentlicht.
Es ist der zweite Teil innerhalb der Populous-Serie und der Nachfolger zu Populous von 1989.

## Entwicklung
Alles, was aus Zeitgründen nicht in dem Vorgänger implementiert werden konnte, wurde für den Nachfolger angedacht. Ebenso nahm man sich der Kritik der Fans an. Das alleinige Vermehren der Untertanen solle nicht genügen, sondern spielerische Vielfalt entstehen. Die Oberfläche wurde so entworfen, dass man stets das Spielfeld weiterhin im Blick behalten kann. Die Anzahl der Symbole wurde im Vergleich zum Vorgänger reduziert. Geplant war es, dass Siedlungen aus Populous 2 in SimCity importiert werden können.

## Spielprinzip
Der Spieler schlüpft in die Rolle einer griechischen Gottheit. Er muss von seinen Unterstützern Mana generieren lassen und Erfahrungspunkte sammeln um Naturkatastrophen wie Wirbelstürme, Feuerregen, Seuchen, Flutwellen, Erdbeben und Vulkanausbrüche auf feindliche Zivilisationen anzuwenden. Das Gelände kann planiert werden um weiteres Siedlungsgebiet zu erschließen. Zum Schutz können Wälle errichtet und Straßen gebaut werden. Es kann wahlweise gegen Computergegner oder menschliche Kontrahenten angetreten werden.

## Rezeption
Die grafische Aufmachung sei deutlich besser als beim Vorgänger. Die Sprites seien detaillierter. Ein Vorspann fehle. Die Musik sei schrecklich. Die Soundeffekte seien realitätsnah. Das Spielprinzip werde durch die Neuerungen abwechslungsreicher, opfere dafür aber die Einfachheit des Vorgängers. Es zähle zu den besten Spielen des Jahres 1991.
Die PC-Fassung besitze ein witziges Intro, einen Vollbildmodus und mit 640 × 480 Pixeln eine höhere Auflösung. Grafisch sei es liebevoll und detailreich. Die Bedienung sei gut. Das Spielprinzip bleibe weiterhin reizvoll und durch Erfahrungspunkte und neue Naturgewalten sinnvoll ergänzt. Es bleibe jedoch makaber und ruppig. So innovativ wie der Vorgänger sei es nicht mehr. Trotz gestiegener Komplexität bleibe die Bedienung aber unkompliziert. Die Fassung für macOS ähnele der PC-Version, müsse jedoch auf den 256-Farben-Modus verzichten.
Die Änderungen im Vergleich zum Vorgänger seien eher gering. Die Portierung auf den Sega Mega Drive besäße eine gewöhnungsbedürftige Steuerung und wenig Geräusche. Die witzig-geschmacklosen grafischen Details seien auf der Konsole nur schwer erkennbar. Die Umsetzung für den Super-Nintendo unterscheide sich nur wenig von der Mega-Drive-Version. Das Spielprinzip sei komplizierter und umständlicher als der Vorgänger.